# Jean Guénolé Louis Marie Daniélou
Jean Guénolé Louis Marie Daniélou, francoski rimskokatoliški duhovnik, škof in kardinal, * 14. maj 1905, Neuilly-sur-Seine, † 20. maj 1974, Pariz.

## Življenjepis
20. avgusta 1938 je prejel duhovniško posvečenje.
11. aprila 1969 je bil imenovan za naslovnega nadškofa Tauromeniuma in postal je uradnik v Rimski kuriji; 19. aprila je prejel škofovsko posvečenje ter 28. aprila istega leta je bil povzdignjen v kardinala in imenovan za kardinal-diakona S. Saba.